# Юты (индейский народ)
Юты, юте, юта, нучи (самоназвания) — индейский народ в США. Численность — 10 тысяч человек. Язык — юте, относится к шошонской ветви юто-ацтекских  языков.

## Область расселения
Живут в резервациях в бассейне рек Грин-Ривер, Сан-Хуан, в штатах Юта (Юинта-энд-Юрей) и Колорадо (Ют-Маунтин и Саутерн-Ют). Первоначально жили в верховьях реки Колорадо.

## Этнический состав
Юты делятся на северных, южных и горных. Племена: муачи, табегуачи (Taveewach, Taviwach, Taviwac, Tabeguache) позднее — анкомпагри (по названию реки), капочи, виминачи, анкомпагри, парусануг, ямпа, юинта, тимпаногот, пахвант, сампит, моанант.

## Хозяйственная деятельность
По типу культуры юты относятся к индейцам Большого Бассейна. Основные занятия — собирательство, охота, рыболовство. В XVII веке переняли у испанцев коневодство, занимались конной охотой на бизонов и вели торговлю лошадьми. Вели межплеменные войны.
Сейчас перешли к фермерству, дольше всех традиционная культура сохраняется у горных племён.

## Известные юты
- Карлос Накаи